# Antonella Sberna
Antonella Sberna, née le 11 janvier 1982 à Rome, est une femme politique italienne, membre des Frères d'Italie (FdI).
En 2024, elle devient députée européenne et vice-présidente du Parlement européen.

## Biographie
Antonella Sberna est diplômée en marketing, consommation et communication à l'IULM de Milan. Elle travaille comme stagiaire au Parlement européen à Bruxelles et au Consulat général d'Italie à Los Angeles, et passe six ans dans l'administration publique du Sénat de la République italienne.
En 2023, il devient responsable d'une agence de communication de relations institutionnelles et d'organisation d'événements institutionnels.

## Carrière politique

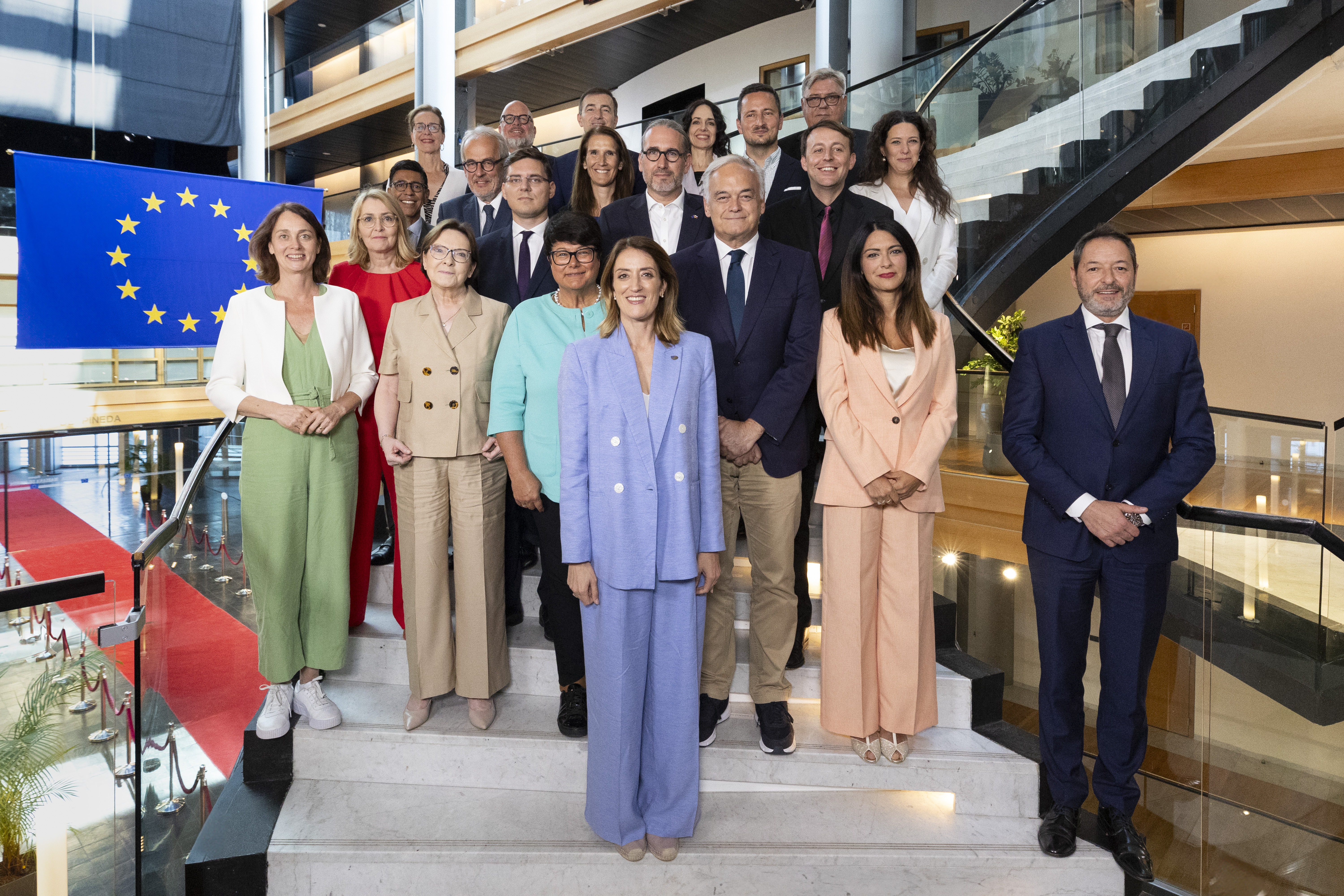
Sberna (au deuxième rang, premier en partant de la droite) avec les autres vice-présidents du Parlement européen élus lors de la première session plénière de la 10e législature

Sberna est adjointe pour les services sociaux, la famille et les politiques européennes de la commune de Viterbe,.
Aux élections européennes de 2024, elle est candidate sur la liste des Frères d'Italie dans la circonscription du Centre,. Elle est élue avec 49 410 votes de préférences.
Le 16 juillet 2024, elle est élue vice-présidente du Parlement européen,.

## Vie privée
Elle est mariée à Daniele Sabatini, actuel responsable du groupe des Frères d'Italie au sein du Conseil régional du Latium.